# 齋藤和
齋藤 和（さいとう のどか、男性、1947年11月14日 - 1975年5月19日）は、日本の政治活動家、元東アジア反日武装戦線 “大地の牙” メンバー。同部隊の事実上のリーダーであった。1974年10月14日の三井物産爆破事件をはじめ、同部隊による連続企業爆破事件において、主導的役割を担ったとされる。北海道室蘭市出身。

## 人物
北海道室蘭東高等学校に入学し、生徒会長を務めた。高校時代にアナーキズム理論に出会い、松田政男、山口健二、川仁宏、笹本雅敬らの東京行動戦線に賛同、シンパとなった。夏休みには上京し東京行動戦線の母体である現代思潮社でアルバイトするほどの熱心さだった。
東京都立大学人文学部に進学し上京。東京行動戦線から派生した笹本、朝倉喬司らのベトナム反戦直接行動委員会にも参加、1966年10月19日に東京都田無市（現・西東京市）の日特金属工業（現・住友重機械工業）を襲ったメンバーの一人だったが、逮捕はされなかった。ベトナム反戦直接行動委員会の後身で主に被逮捕メンバーの裁判支援を担う「黒層社」にも参加。
大学内では、入学当初に多少学生運動に関わった以外は一切の活動に参加しなかったが、一学年下の親友で日本朝鮮研究所の研究生でもあった竹田賢一が旗揚げした「朝鮮革命研究会」に相談役として加わっていた。
1971年、斎藤は大学を中退し、葛飾区青砥に貸本屋を開く。一方、学生時代の活動で築いた人脈の中で、北川フラムらとともに、平岡正明らのテック争議に参加。そこで渋谷近くに住む大学生だった浴田由紀子と知り合う。平岡とは他方で彼の著書『中国人は日本で何をされたか』の室蘭の項の調査を担当した。
山口、太田竜、佐々木祥氏、太田昌国らのレボルト社にも出入りしていた斎藤は、日雇い労働をしながら、度々韓国へ渡航。佐々木らが築いていた同国内の反政府・反日勢力ネットワークと交流、共闘を模索した。その渦中において、祥氏の弟佐々木規夫と親しくなり、北海道でのアイヌ居住区巡りを共に行ううちにオルグを受け、東アジア反日武装戦線に入隊、大地の牙部隊を結成した。そして1974年、浴田を同部隊に引き入れ、のちに内縁の妻とした。また当時、日雇い労働をする傍ら、太田竜、平岡、竹中労らの窮民革命論に共鳴し、寄せ場で労働者だけではなく生活費を稼ぎに来る南ベトナムからの難民らをも組織しようと動いていたが、失敗に終わっている。この頃山谷で活動していた、のちに東アジア反日武装戦線 “さそり” 部隊リーダーとなる黒川芳正とも面識があったという。
上京後に築かれた人間関係においては「和（かず）」と名乗っており、パスポートのローマ字表記もKazuで通していた。斎藤は中川を名乗り、
調布駅前の喫茶店「しの」の店員として働いていた。
1975年5月19日朝8時ごろ、居住していた亀戸のツタバ・マンションで就寝中、踏み込んできた警察官に内縁の妻浴田由紀子と共に逮捕される。齋藤は逮捕後、警視庁に連行される間に、自決用に隠し持っていた青酸カリ入りカプセルを服毒して自殺を図り、同日死亡。27歳没。（自殺用に持っていた青酸カリは大道寺あや子が勤務先から盗んだもの）。この自殺により、齋藤のみが握っていた情報・事実（関西などに協力者が数名いたこと）は闇に葬られることとなった。

## エピソード
- 高校の同級生には久田恵がおり、共に富士製鐵（現・日本製鉄）室蘭製鐵所の社員の子供として育った。当時の室蘭には企業城下町としての厳然たる階級社会があり[17]、久田はホワイトカラーの裕福な社宅街の子供で、斎藤はブルーカラーの長屋街の子供だった[18]。久田や高校の教員たちから見た斎藤は早熟かつ、吉本隆明ばりの詩や作文を披露する優秀で「特別な少年」と映っていた[19]。他方、高校生の頃から交流があった現代思潮社の関係者達も同様の印象を持っていた[1]。

- 大学時代からの友人で、斎藤同様にレボルト社に関係していたため、捜査陣に共犯の疑いを持たれていた[5]ミュージシャンの竹田賢一は自身のユニットA-Musikの1984年のアルバム「エクイロジュ」に、この歌の歌詞は東アジア反日武装戦線のメンバーが1979年に獄中から発表した詩に即興で曲をのせた『反日ラップ』を収録している。竹田によれば、レボルト社の関係もあって、大学入学当初から「ベトナム反戦直接行動委員会のメンバーがいる」、と斎藤の存在を知っていた。現代音楽や前衛芸術、革命の話が出来る数少ない親友となってからは、「もし革命が成功した暁には警察庁長官となって反革命分子を粛清する考えを持っている」と言っていたという。日本朝鮮研究所の研究生だった竹田は、斎藤の朝鮮問題への関心は自分の影響ではないか、と語っている[5]。

- “大地の牙”部隊のメンバーとして一連の事件に関わったとされる浴田由紀子は、自供を引き出すための作戦として、齋藤の自殺を翌日取調べ中に警察官から聞かされ「夫殺し!」「同志殺し!」といった誹謗中傷を受けたと思いきや「革命に殉じた」と言われたり[20]、四十九日にはおはぎの差し入れを受けたという[21]。

- 「権力への一切の屈服を良しとせず自死した」として、斎藤は他メンバー及び支援者、シンパらから「殉教者」として「聖人化」され、またその死に様は敵側であるはずの民族派からも賞賛を受けることとなった[22]。そして同時に彼の自死は「たやすく自供した」メンバーへの佐々木祥氏ら支援者からの激しい「自供総括支援」という名の吊し上げが起こり、特に片岡利明、そして次に大道寺将司がターゲットとなった[20]。彼らに駆り立てられるように獄中にあるメンバーらは「カズ」の頭文字と皇太子（当時）の沖縄訪問に抗議して焼身自殺した船本洲治の頭文字を取って、新部隊“KF部隊”を結成、浴田は特にその急先鋒となり、大道寺あや子、協力者のA子を中心とした獄中闘争を行った[23]。